# Chusquea juergensii
Chusquea juergensii är en gräsart som beskrevs av Eduard Hackel. Chusquea juergensii ingår i släktet Chusquea och familjen gräs. Inga underarter finns listade i Catalogue of Life.